# Núria Rion
Núria Rion (La Canonja (Tarragonès), 1976) és una artista visual contemporània que treballa amb tècniques de dibuix, fotografia, accions a la natura i instal·lacions. És professora de pintura i dibuix a l'Escola d'Art i Disseny de Tarragona, EADT. Viu a Sarral (Conca de Barberà) 

## Formació
Llicenciada en Belles Arts per la Universitat de Barcelona; El 1999 va cursar estudis a la Leeds Metropolitan University, Gran Bretanya; L'any 2000 va seguir un curs de Gràfica Internacional a la "Fundación Bilbao Arte" (Ajuntament de Bilbao).

## Trajectòria artística
El seu treball està enfocat a la recerca ambiental; observa la degradació de l'entorn agrari i de les construccions rurals tradicionals; s'ocupa dels qui les van habitar i dels rastres que hi han deixat, amb el desig de mantenir les accions i els trajectes desapareguts. El seu treball parteix de l'interès vers els espais buids i abandonats. Són llocs que conserven la petjada de l'home, que amaguen una història més o menys propera, però que no es consideren prou importants per a ésser protegits, catalogats i estudiats. Fa treballs simbòlics d'ordenació del territori: senyalització, topònims, estudis de població i de construccions. Documenta vestigis de masos, camins i nissagues en procés de desaparació. Captura proves directes sobre paper o tela, amb frottages o dibuixos calcats dels relleus de pedres o de murs de construccions. Fa moltlles de silicona, alguns de gran mida, sobre parets i pedres. Crea dibuixos, a escala real, de fragments de marges o cingleres. El seu treball és un toc d'atenció a la indiferència amb que mirem la degradació del patrimoni natural i la cultura rural.
En el procés creatiu evita les convencions de la tela emmarcada, la pintura o l'escultura tradicionals. Fa peces híbrides quan a la tècnica, de les quals Teresa Blanch diu: "l'ús de recursos, en principi pictòrics: suport, pla, matèria i color, pren la forma d'un revestiment mural sense mur ni marc possible.
Ha participat a "L'artista va a l'escola", un projecte de l'Institut Municipal d'Educació de Tarragona que entre 2016 i 2019 va acostar artistes contemporanis del territori a les escoles i instituts. Va compartir l'experiència amb Alvar Calvet, Andrea Eidenhamer, Ester Fabregat, Manel Margalef i Beatrice Bizot, entre d'altres.

## Projectes i exposicions[1]

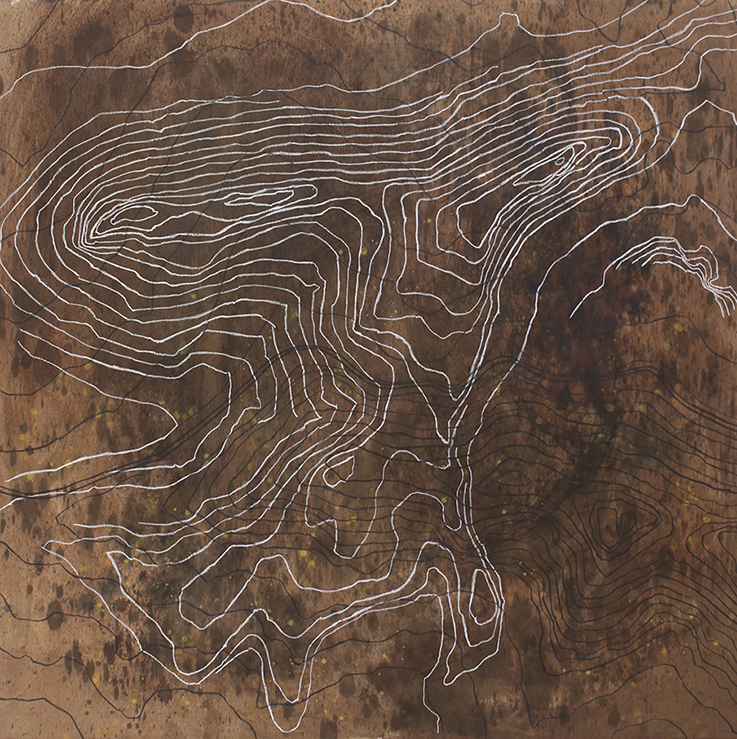
Estrats. Dibuix. 2016

Ha participat en nombroses exposicions col·lectives entre les quals destaquen: Participació a "Tentaciones" Estampa 2010, Feria Internacional de Arte Múltiple Contemporáneo a Madrid; Plural Femení. L'emergència. Dones artistes de Tarragona, projecte comissariat per Antonio Salcedo al Museu d'Art Modern de Tarragona, 2016.
Les exposicions individuals solen ser el resultat de recerques sobre temes monogràfics. Destaquen:
- 2010: “Vestigis” al Museu d'Art Modern de Tarragona.

- 2015: “Refugi (Refugio/Refuge/Refuge/Schutzhütte)”, Galeria La Grey de Tarragona.

- 2016: “Mapa d'un Trasllat”. Aula d'Art del CRAI de la Universitat Rovira i Virgili, Tarragona i al Festival Embarrat, a l'antiga Fàbrica Trepat a Tàrrega.

- 2017: Projecte Roda d'Art. Mostra produïda per Centres d'Estudis Històrics del Camp de Tarragona. "Retornar", dibuixos, fotografies, escrits i motlles de silicona de pedres i parets d'una masia enrunada de La Canonja. Va itinerar pels Centres d'Estudis de La Canonja, Riudoms, Valls, Altafulla i Tarragona.[5]

- 2018: "Assentament". Projecte entorn el jaciment megalític de Santa Creu. Dins el cicle "Substrat ontogènic. Processos Performatius", al Centre d'Art ARBAR de Rodes (Port de la Selva)[6]

## Premis[7]
Ha obtingut premis i beques, les més importants:

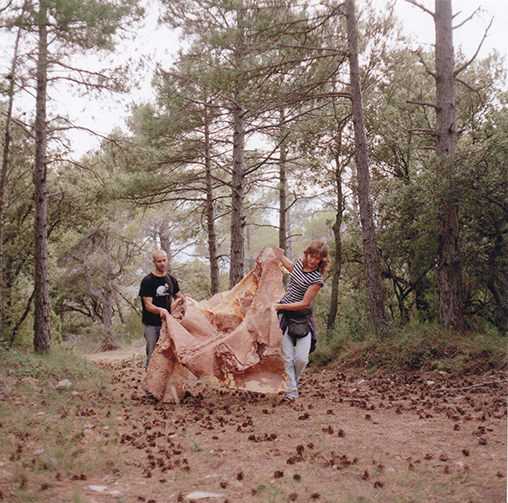
Núria Rion. Trasllat. Motlle de silicona i acció, 2012

Beca de creació, projecte “Encara raja?”, OSIC, Departament de Cultura i Mitjans de Comunicació, Generalitat de Catalunya, 2008; Beca d' Experimentació i Creació als Tallers d'Obra Gràfica de la Fundació Joan Miró a Palma, 2010; Premi Carles Mani d'Arts Visuals de l'Ajuntament de Tarragona, 2010; Premi Salou d'innovació, experimentació i recerca pictòrica, Salou, 2018.